# 芒廷克里克鎮區 (北卡羅萊納州卡托巴縣)
芒廷克里克鎮區（英語：Mountain Creek Township）是位於美國北卡羅萊納州卡托巴縣的一個鎮區。

## 地方資料
芒廷克里克鎮區的面積為110.07平方千米，皆為陸地。根據2020年美國人口普查的數據，當地共有人口11396人，而人口密度為每平方千米103.53人。